# ミネソタ・アイスマン
ミネソタ・アイスマン（Minnesota Iceman）またはミネソタの氷人は、1960年代後半にアメリカのミネソタ州のベーリング海で氷漬けの死体で発見された未確認動物（UMA）。

## 概要
上記の通り、1960年代後半にアメリカミネソタ州で氷漬けの死体で発見され、何らかの手段でフランク・ハンセンという人物がミネソタ・アイスマンを入手し、ホモ・ポンゴイデスという学名でアメリカ各地で見せ物として、このミネソタ・アイスマンを「氷河期から来た男」という触れ込みで一般公開した。
このミネソタ・アイスマンに興味を持った動物学者のアイヴァン・サンダーソンとベルナール・ユーベルマンは展示者であるハンセンに調査を申し出、ミネソタ・アイスマンに触れない条件で調査をした。三日に及んだ二人の調査結果は「未知の霊長類の可能性がある」とのことだった。
サンダーソンによる調査の結果、銃弾痕が確認され、FBIが猿人射殺容疑でハンセンを調査。見世物のアイスマンは本物を保護する目的で製作した模型とハンセンは告白した。
ハンセンとともに姿を消したアイスマンはスイスのローザンヌ州立博物館に移管されていたことが明らかとなり、2012年にはテキサスで解凍されたという写真が公開されオークションに出品された。
一説には、ベトナム戦争当時ジャングルで射殺され、冷凍されてアメリカへ持ち込まれたと言われている。
しかし、現在このミネソタ・アイスマンの死体は行方不明となっており、一説にはハンセンがミネソタ・アイスマンの死体を発見し、ハンセンに譲渡した本当の持ち主（ミネソタ・アイスマンの発見者）に返却した、あるいは盗まれたなどが理由であると挙げられている。だが、確たる証拠はない。

## 特徴
腕が長く、対して脚は短く足は幅広で扁平。額が狭く、平たい鼻孔が上を向いている。皮膚の色は仄かにピンクがかった白色。顔や手足を除く全身の殆どが茶色い長毛で覆われている。推定体長は約1.8mもしくは約1.4mで手足が長く、腹部が膨らんでいる。

## 正体
- 未知の霊長類
- クロザルの一種
- 射殺されたイヌイット
- ネアンデルタール人[9]